# C2 Proficiency

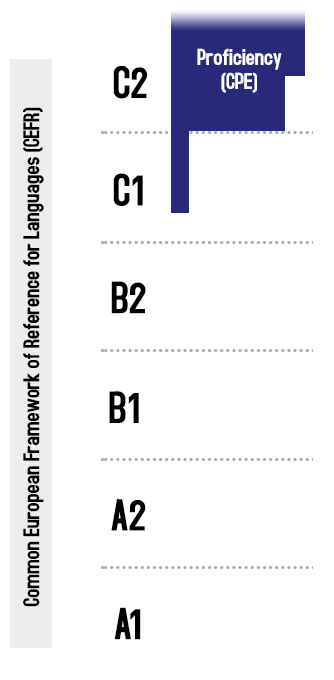
Positionnement de l'examen par rapport au CECRL.

Le C2 Proficiency (anciennement Certificate of Proficiency in English (CPE) ou Cambridge English Proficiency) est un examen international sanctionnant un haut niveau de maîtrise de la langue anglaise (en).
C'est le diplôme de plus haut niveau organisé par l'organisme Cambridge English Language Assessment dépendant de l'université de Cambridge (Angleterre). Il correspond au niveau C2 ou Maîtrise défini par le Cadre européen commun de référence pour les langues du Conseil de l'Europe et est reconnu mondialement dans les universités et les entreprises. Environ 45 000 personnes dans 80 pays passent le CPE chaque année.
Il est possible de préparer le Cambridge English Proficiency (CPE) dans de nombreuses écoles de langue au Royaume-Uni ou à l'étranger. Beaucoup d'instituts de formation proposent un entrainement et des examens blancs dans le cadre d'un séjour linguistique. Comme pour les autres examens de Cambridge English Language Assessment, une préparation spécifique est recommandée.

## Déroulement
Le candidat doit s'inscrire dans l'un des centres d'examen plusieurs semaines avant la session. L'inscription coûte au-delà de 200 euros (session avec le British Council).
Le test se déroule deux fois par année, en juin et décembre, et comprend quatre parties :
1. Reading and Use of English (1 heure 30 minutes) : compréhension écrite et grammaire ;
2. Writing (1 heure 30 minutes) : expression écrite ;
3. Listening (40 minutes) : compréhension orale ;
4. Speaking (environ 19 minutes) : expression orale.

La partie 1 (Reading and Use of English) contient en réalité deux composantes notées séparément, la moyenne étant calculée sur les 5 composantes. Il n'y a aucune note éliminatoire pour les parties individuelles de l'examen.

## Évaluation
L'examen donne lieu à une évaluation chiffrée traduite en trois paliers (Grades) de A à C.
- Grade A : le candidat obtient une moyenne générale de 220 points (marks) ou plus ;
- Grade B : entre 213 et 220 marks ;
- Grade C : entre 200 et 212 marks ;

Les résultats inférieurs à C sanctionnent un échec. Cependant, le certificat pourra être utilisé pour garantir un niveau C1, dans la mesure où le candidat obtient 180 points ou plus.
Les résultats de Cambridge English Proficiency (CPE) sont reportés sur la nouvelle Cambridge English Scale, qui établit une équivalence entre les différents examens proposés par l'institution.